# Ronald Oaxaca
Ronald L. Oaxaca (* 1943) ist McClelland Professor für Wirtschaft an der University of Arizona, Tucson. Seine Forschungsgebiete umfassen Arbeitsmarktökonomik, angewandte Ökonometrie und angewandte Mikroökonomie.
Oaxaca machte seinen Abschluss 1965 an der California State University und 1971 seinen Ph.D. an der Princeton University. Das Thema seiner Dissertation waren Einkommensunterschiede von Männern und Frauen. Bekannt wurde er für seine damit zusammenhängende Oaxaca-Blinder-Zerlegung, die er 1973 parallel und unabhängig von Alan Blinder entwickelte. Mit dem Verfahren, lässt sich beispielsweise der Gender-Pay-Gap genauer untersuchen. Darüber hinaus findet es weitere Anwendung in der Ungleichheitsforschung.